# Eskaton
Eskaton ist eine französische Zeuhl-Band, die 1973 unter dem Namen Eskaton Kommandkestra gegründet wurde.

## Bandgeschichte
Im Jahr nach der Gründung wurde die Besetzung durch Paule Kleynnaert, Amara Tahir, Eric Guillaume und André Bernardi vervollständigt. Die Band verkürzte nun ihren Namen zu Eskaton. Ihre erste Single Musique post-atomique erschien 1979, das Debütalbum 4 Visions wurde im selben Jahr aufgenommen. Eskaton standen stilistisch deutlich in der Tradition Magmas, sangen jedoch auf Französisch.
Es folgten einige Umbesetzungen – Gilles Rozenberg und Patrick Lemercier (Malicorne) ersetzten Alain Blésing, Eric Guillaume und Xavier de Raymond. Die Band veröffentlichte Anfang der 1980er Jahre zwei weitere Alben, in denen sie sich allmählich vom ursprünglichen Zeuhl entfernte. Ohne Gilles Rozenberg nahmen Eskaton noch das vierte Album I Care auf, das jedoch nie als ganzes veröffentlicht wurde. Danach trennte sich die Band, um erst im Jahr 2013 wieder zusammenzukommen.

## Diskografie
- 1979: 4 Visions
- 1980: Ardeur
- 1983: Fiction